# Alfred Herši
Alfred Dej Herši (енгл. Alfred Day Hershey; 4. decembar 1908 — 22. maj 1997) bio je američki bakteriolog i genetičar. Herši je 1969. godine dobio Nobelovu nagradu za fiziologiju ili medicinu koju je podijelio sa Maksom Delbrikom i Salvadorom E. Lurijom za istraživanja na nivou replikacionih mehanizama i genetičke strukture virusa.
Dokazao je da je DNK, a ne protein, nosilac nasljedne informacije.

## Biografija
Rođen je 4. decembra 1908. godine u mjestu Ovoso u američkoj saveznoj državi Mičigen. Njegova majka zvala se Alma Vilbur Herši. Alfredov otac, Robert Dej Herši bio je zaposlen u firmi za proizvodnju automobila. Rano obrazovanje Alfred Herši je stekao u srednjoj školi koju je pohađao u svom rodnom gradu, nakon čega je, 1925. godine, upisao državni koledž u Mičigenu. Tokom studentskih dana razvio je visoko interesovanje za bakteriologiju. Herši je diplomirao u oblasti hemije 1930. godine. Na istom koledžu je potom doktorirao bakteriologiju, 1934. godine. Njegova doktorska disertacija bila je na temu hemijske strukture bakterija roda Brucella, odgovornih za oboljenje brucelozu.
Preminuo je od srčanog udara, 22. maja 1997. godine u Sajosetu u Njujorku.

## Karijera
Nakon završetka doktorskih studija, Alfred D. Herši postao je saradnik na Odsjeku za bakteriologiju i imunologiju na Medicinskom fakultetu Univerziteta u Vašingtonu u Sent Luisu. Njegov kolega bio je Žak Žakob Bronfenbrener koji je svojevremeno radio istraživanja na nivou kvantifikacije i prečišćavanja bakteriofaga. Proučavajući fizička svojstva bakteriofaga, virusa koji inficiraju bakterije, te njihov lizogeni ciklus, Bronfenbrener je podstakao svoje kolege da takođe izuče ove viruse. U periodu između 1936. i 1939. godine Herši i Bronfenbrener objavili su naučne radove vezane za rast bakterijskih kultura. Alfred je šesnaest godina radio na Univerzitetu u Vašingtonu, preciznije između 1934. i 1950. godine, gdje se pokazao kao odličan predavač i istraživač. Godine 1938, Herši postaje docent, a 1942. unaprijeđen je u vanrednog profesora. Tokom ranih četrdesetih godina, Herši je sproveo sopstvena istraživanja koja su podrazumijevala imunološke reakcije faga, te druge faktore koji su uticali na infektivnost bakteriofaga. Njegovim istraživanjima se 1943. godine pridružio Maks Delbrik, biofizičar koji je takođe istraživao bakteriofage. Delbrik je htio o rezultatima svojih istraživanja prodiskutovati sa Heršijem, u čemu im se takođe pridružio i italijanski biolog Salvador Edvard Lurija. Alfred se odazvao na ovaj poziv za saradnju, te otputovao u Nešvil gdje su trojica naučnika formirala takozvanu „grupu faga”. Članovi grupe su naporno radili na svojim istraživanjima o određenim sojevima bakteriofaga, te su se svake godine sastajali u mjestu Kold Spring Harbor, kako bi razgovarali o svom radu i napretku. Tokom 1945. godine Herši i Lurija su, radeći nezavisno, otkrili da virusi faga, kao i bakterije koje oni inficiraju mogu podleći spontanim mutacijama. Nakon toga su Delbrik i Herši napravili veliki iskorak u nauci otkrivši da različiti sojevi bakteriofaga mogu razmijeniti genetički materijal ukoliko inficiraju istu bakterijsku ćeliju. Ovaj proces je, od strane Heršija, označen kao „genetička rekombinacija”. Na taj način Herši je napravio tranziciju istraživanja na temelju bakteriofaga, od oblasti imunologije ka biohemiji, genetici i molekularnoj biologiji. Tokom 1950. godine Alfred Herši se preselio sa svojom asistentkinjom Martom Čejz u Kold Spring Harbor, mjesto u američkoj saveznoj državi Njujork. Dvije godine nakon toga, tačnije 1952. godine, Herši i Čejz su sproveli čuveni „Herši — Čejz” eksperiment, takođe poznat kao „blender eksperiment” koji je ostavio veliki trag u molekularnoj biologiji. 1962. godine postao je direktor Odjela za genetiku, Karnigi instituta u Kold Spring Harboru. Herši se penzionisao 1974. godine, ali je i dalje redovno posjećivao svoju laboratoriju.

## Herši — Čejz eksperiment
Alfred Herši i Marta Čejz su, eksperimentom koji su sproveli 1952. godine, dokazali da se i virusni geni sastoje od DNK. Naime, Herši i Čejz su radili sa bakteriofazima T2 koji inficiraju bakterije Esherichia coli. Došli su na ideju da proteine omotača bakteriofaga obilježe radioaktivnim izotopom sumpora 35S, a DNK koja čini jezgro bakteriofaga obilježe radioaktivnim izotopom fosfora, 32P. Herši i Čejz su tako obilježene bakteriofage dodali u pripremljeni medijum sa bakterijama, nakon čega su staložili bakterije i izmjerili radioaktivnost taloga i medijuma. Došli su do zaključka da je radioaktivni izotop fosfora prisutan samo u talogu koji je sadržao bakterije, a radioaktivni izotop sumpora samo u medijumu, što je ukazalo na podatak da se prilikom infekcije u bakteriju unosi samo DNK bakteriofaga, ali ne i njegov proteinski omotač. Prenešeni genetički materijal molekula DNK bio je dovoljan da se u inficiranim bakterijskim ćelijama formiraju novi virusi, što će dovesti do lize bakterijske ćelije, te oslobađanja virusnih partikula u medijum. Eksperiment je ukazao na to da je molekul DNK bakteriofaga nosilac informacije koja je dovoljna da se obezbjedi sinteza proteina omotača i reprodukcija kompletnog virusa.

## Nagrade i priznanja
- Godine 1958. je postao član Nacionalne akademije nauka.[8]
- Godine 1959. je postao član Američke akademije umjetnosti i nauka.[1]
- Godine 1958. je dobio Laskerovu nagradu za bazična istraživanja u medicini.[9]
- Godine 1965. je dobio Kimberovu nagradu za genetiku.[10]
- Godine 1969. je dobio Nobelovu nagradu za fiziologiju ili medicinu koju je podijelio sa Maksom Delbrikom i Salvadorom Lurijom.[1]

## Privatni život
Godine 1945, oženio je Harijet Dejvidson. Kasnije su dobili sina po imenu Piter Maning Herši. Herši je bio hrišćanin.

## Spoljašnje veze
- Nobelove nagrade
- Biografski memoari:Alfred Dej Herši, Frenklin V. Stal (engl. Franklin W. Stahl)
- Karnigi institut u Kold Spring Harboru